# Botswana Railways

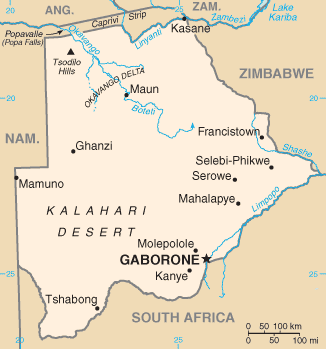

Le Botswana Railways sono la rete nazionale di ferrovie del Botswana. Si tratta di una compagnia interamente a controllo statale fondata nel 1967, supervisionata dal Ministro del Lavoro, Trasporto e Comunicazioni, e gestita da un Segretario Permanente.

## Le tratte
La compagnia opera una rete di 888 km di lunghezza, da 1067mm di scartamento, tra Ramatlabama (nel sud del paese, al confine con il Sudafrica) e il villaggio di Bakaranga, nei pressi di Plumtree e al confine con lo Zimbabwe, nel centro nord della nazione. Questa tratta è stata acquisita nel 1986: prima era gestita dalle National Railways of Zimbabwe.
Una seconda tratta collega Francistown a Sua Pan, prevalentemente per il traffico merci: lunga 175 km è destinata a servire le cave di soda della regione. La linea è aperta dal 1991, ma sin dal suo inizio ha operato ampiamente sotto il target desiderato di 994.000 ton/anno (la cifra reale oscillava tra 205 e 328.000 tonnellate/anno).

## Risultati economici
Le Botswana Railways hanno incontrato a metà degli anni novanta una drastica crisi, dovuta alla riduzione della richiesta di traffico merci derivante dalla crisi economica e da una durissima carestia abbattutasi sul paese. Il governo ha cercato di contrastare la recessione operando una riorganizzazione societaria e cercando di integrare il servizio con il trasporto su gomma, ma nonostante tutto il traffico merci si è ridotto di oltre il 30% tra il 1990 e il 1994, mentre il traffico passeggeri ha segnato il passo solo con una perdita del 10%. A questo però si è aggiunto un aumento delle spese pari a oltre il 40%, affiancato al 20% di perdita sui ricavi.
A fine 1994 le ferrovie movimentavano 1,71 milioni di tonnellate di merci, per 585 milioni di tonnellate-km all'anno, oltre a 330.000 passeggeri, operando però con 18 milioni di pula di perdita (2,7 milioni di euro di oggi) contro i 24 milioni di ricavi del 1990.
Paradossalmente, il motivo dei risultati operativi eccezionali dei primissimi anni novanta è stata la stessa carestia che negli anni successivi ha colpito i bilanci dell'azienda. Inizialmente, le importazioni di grano dai paesi confinanti hanno mantenuto alta la richiesta di trasporto, crollata nel 1993 e solo parzialmente recuperata dall'aumento delle esportazioni di soda.
A maggior danno, insieme alla recessione la società ha dovuto affrontare le obbligazioni economiche dovute ai debiti accumulati per lo sviluppo delle linee negli anni precedenti: in due anni la società ha mancato pagamenti per oltre 7 milioni di Pula.
Nel 1991 la società ha lanciato un servizio passeggeri, chiamato Blue Train (da non confondersi con l'omonimo treno di lusso sudafricano), tra Gaborone e Francistown, che però ha avuto poco successo, contribuendo all'inizio della crisi. In compenso, il servizio tra Lobatse, Gaborone e Pilane ha contribuito a ridurre i danni.
A partire dal 1999 la società ha dovuto affrontare la concorrenza della Beitbridge Bulawayo Railway, con base in Zimbabwe: la società ha sottratto alla Botswana Railways gran parte del volume di traffico merci, causando una grave crisi finanziaria all'azienda che ha visto il traffico merci legato allo Zimbabwe crollare da 90.000 a 10.000 tonnellate anno.

## Il rinnovamento
Le Botswana Railways hanno cominciato alla fine degli anni ottanta un'opera di modernizzazione delle infrastrutture, grazie alla partecipazione di venture capitalists e tecnici cinesi. L'opera ha, nel tempo, portato alla ricostruzione delle tratte più sollecitate con binari da 50 kg/m a saldatura continua, tali binari sono ottimi anche secondo gli standard europei ed un'eccezione per il mondo africano, dove non è raro trovare binari pesanti anche solo poco più della metà. Le traversine sono oggi in cemento e la linea consente un carico per asse di 17 tonnellate.
L'operazione ha permesso anche di allungare i punti di incrocio della linea, così che oggi possono essere messi sulla tratta anche treni più lunghi, con velocità fino a 100 km/h.
La segnaletica sulla linea è stata ricostruita tra il 1986 e il 1993 grazie a consulenze svedesi: non ci si è limitati alla costruzione delle strutture, ma si è anche provveduto ad addestrare una generazione di tecnici locali, tanto che oggi l'intero reparto di segnalazione e telecomunicazioni è gestito da personale del luogo. La segnaletica RETB (Radio Electronic Token Block) di tipo inglese, sulla linea principale ha tuttavia avuto numerosi problemi durante i primi anni di funzionamento, tanto da spingere ad installare un sistema radio VHF di emergenza.
A partire dal 1993 sono stati implementati in alcune stazioni dei sistemi di controllo logico programmabile dei transiti. Sulla linea è installato dallo stesso anno un sistema realizzato da Novell per la gestione del personale e dei movimenti dei convogli.
La flotta è composta da 10 locomotive diesel elettriche di produzione tedesca, 20 locomotive diesel-elettriche Type GT22LC-2 e 10 mezzi di manovra. A questi si affiancano 1142 carri merci, 330 carri da soda, 47 carrozze normali e 30 condizionate, cinque carrozze ristorante, sei carrozze letto e una automotrice diesel.
I carri merci sono di costruzione cinese, mentre le carrozze sono costruite in Sudafrica su licenza della giapponese Mitsui.